# میرزاپور (مجموعه تلویزیونی)
میرزاپور (انگلیسی: Mirzapur) مجموعۀ تلویزیونی هندی در سبک جنایی و دلهره‌آور است که از آمازون پرایم پخش شد.